# OMG (NewJeans의 노래)
"OMG"는 2023년 발매된 아이돌 걸 그룹 NewJeans의 동명 싱글 앨범 OMG에 수록된 곡이다. 하이브의 산하 레이블인 ADOR는 2023년 1월 2일 "OMG"를 음악 다운로드 및 스트리밍으로 발매했다. 박진수가 이 곡을 프로듀싱했으며, Ylva Dimberg, 데이비드 다우드와 함께 작곡했다. Dimberg, Gigi, NewJeans 멤버 하니가 작사한 가사는 고등학교 드라마에서 영감을 받았으며, 풋풋한 사랑, 헌신, 짝사랑의 테마를 탐구한다. R&B, 힙합, 팝 요소를 혼합했으며, 힙합 퍼커션, 트랩 리듬, UK 개러지풍의 그루브를 특징으로 한다. 이 곡에는 스타카토로 뽑아내는 신시사이저 화음, 스키터링 카우벨, 그리고 겹겹이 쌓인 보컬 하모니와 퍼커션이 포함되어 있다.
동영상 공유 플랫폼 틱톡에서의 바이럴 성공에 힘입어, "OMG"는 빌보드 글로벌 200에서 10위, 빌보드 재팬 핫 100에서 7위, 대한민국 써클 디지털 차트에서 2위를 기록했다. 싱가포르와 빌보드의 대한민국, 대만, 베트남 히츠 오브 더 월드 차트에서 1위를 차지했다. 이 곡은 가사와 중독성 있는 프로덕션으로 긍정적인 평가를 받았다. NME와 빌보드는 이 곡을 2023년 최고의 K-팝 노래 중 하나로 선정했다.
박찬욱 감독의 2006년 영화 싸이보그지만 괜찮아를 참고한 뮤직 비디오는 멤버들이 서로 다른 정신적 망상을 가지고 있는 모습을 묘사한다. 이는 공유된 유니폼과 테마를 통해 "Ditto"와 연결된다. "OMG"를 홍보하기 위해 NewJeans는 대한민국 음악 프로그램, 국제 음악 페스티벌, 시상식에서 이 곡을 공연했다. 일본레코드협회와 한국음악콘텐츠협회는 이 곡이 1억 스트리밍을 돌파하여 플래티넘 인증을 수여했다. 이 곡은 제33회 서울가요대상에서 베스트 송, 골드 디스크 어워드에서 올해의 노래를 수상했으며, 2023 빌보드 뮤직 어워드에서 톱 글로벌 K-팝 송 후보에 올랐다.

## 배경 및 발매
대한민국의 아이돌 걸 그룹 NewJeans는 2022년 8월 서프라이즈 발매된 자체 데뷔 확장 플레이로 데뷔했으며, 이 음반에는 "Attention", "Hype Boy", "Cookie"와 같은 상업적으로 성공적인 싱글이 수록되었다. 2022년 11월 10일, 하이브의 연례 유튜브 커뮤니티 기자 회견에서 박지원 최고 경영자는 NewJeans의 첫 싱글 앨범, OMG가 2023년 1월 2일에 발매될 것이라고 발표했다. 보도 자료에 따르면, 두 곡이 수록된 싱글 앨범에는 동명의 타이틀 싱글 "OMG"와 2022년 12월 19일에 선공개될 싱글 "Ditto"가 포함될 예정이다. 앨범의 첫 티저는 12월 12일에 공개되었다. 예정대로 이 싱글은 음악 다운로드 및 스트리밍으로 여러 음악 포털(예: 아이튠즈 및 멜론)을 통해 b면 싱글 "Ditto"와 함께 발매되었다. 원곡 프로듀서 박진수가 리믹스한 "OMG"의 새 버전은 2023년 12월 19일 발매된 NewJeans의 첫 리믹스 음반, NJWMX의 리드 싱글로 사용되었다.

## 음악 및 가사
"OMG"는 그룹 멤버 하니, Gigi, Ylva Dimberg가 작사한 한국어와 영어 가사를 담고 있다. Dimberg는 데이비드 다우드와 프로듀서 박진수와 함께 이 곡을 작곡했다. 하니는 가사를 쓸 때 "여고생들이 사물함 앞에 서서 좋아하는 남자에 대해 이야기하는 고등학교 십대 드라마"에서 영감을 받았다고 말했다. 그녀는 "발음이 [...] 멜로디에 잘 맞도록" 한국어와 영어 모두에서 적절한 단어를 찾으려고 노력했으며 가사를 대화체로 만들려고 했다.
이 곡은 싹트기 시작하는 풋풋한 사랑에 대한 것이다. 화자는 자신을 사랑해주는 누군가에게 이 곡을 바친다("No I can never let him go/ I only think of you 24/ I'm a lucky girl I know, I know/ Before I met you/ Everything was pointless"). 화자의 친구들은 그녀에게 "그는 누구야?"라고 묻는다. 로맨스는 때때로 짝사랑처럼 보이며 화자를 미치게 만든다("Wherever, whenever/ There ain't nothing else that I would hold on to/ I hear his voice through all the noise/ Don't let go of my hand for one second no, no/ Got no worries 'cause I got someone/ It's okay to be alone 'cause I love someone"). 후렴에서 하니는 "I was really hoping/ That he will come through"라고 노래하며, 화자가 경험하는 실망감과 멜랑콜리를 암시한다. 멤버들은 팝 보컬과 멜로디 랩을 모두 선보인다.

"OMG"는 뽑아내는 스타카토 신시사이저 화음으로 시작하며, 프리코러스에서 스키터링 카우벨과 앵커링 퍼커션으로 진행된다. 코러스는 보컬 찹핑을 특징으로 하며, 이 트랙은 겹겹이 쌓인 퍼커션, 보컬 하모니, 피아노로 마무리된다. 이 곡은 힙합 퍼커션, 트랩 리듬, UK 개러지풍의 그루브를 통해 클럽 음악 장르인 힙합, R&B, 트랩, UK 개러지 요소를 혼합한다. 피치포크의 조슈아 민수 김은 "OMG"를 "부드럽고 미니멀한 R&B" 트랙으로 묘사했으며, 비츠 퍼 미닛의 JT 얼리는 "탄력 있는 신스-R&B"로 묘사했다. 한국일보 대중음악 기자 고경석은 이 곡을 "심플한 힙합 R&B" 트랙으로 평가했다. 로스앤젤레스 타임스의 어거스트 브라운은 이 곡을 "Y2K 시대 팝/R&B"로 간주했으며, 롤링 스톤은 신시사이저를 통해 "21세기적 매력"을 더한 1990년대 R&B로의 회귀라고 평가했다. 리믹스는 보도 자료에서 아프로비트 리듬의 힙합 트랙으로 묘사되었다.

## 반응
"OMG"는 전반적으로 긍정적인 평가를 받았다. 피치포크에 기고한 조슈아 민수 김은 이 곡이 "사적인 갈망의 달콤한 초상화를 제공한다"고 말했다. 한국일보의 대중음악 기자 고경석은 "듣기 쉬운 편곡으로 리스너를 끌어들인다"고 말했다. NME의 Rhian Daly는 "OMG"가 그룹의 마지막 싱글 "Hype Boy"만큼 강력하지는 않지만, "빠른 성공의 부담을 무심하게 떨쳐내고, 이미 K-팝 슈퍼스타의 길을 걷고 있는 것처럼 보이는 그룹의 꾸준한 발걸음"이라고 평했다. 이 잡지는 2023년 최고의 K-팝 노래 25곡 목록에서 이 곡을 8위에 올리며, "약간의 건방짐"과 "영원히 장난기 어린 가사"를 칭찬했다. 빌보드 또한 이 곡을 올해의 K-팝 노래 25곡 중 하나로 선정하며, "익숙하면서도 미래지향적인" 사운드를 위한 프로덕션을 칭찬했다. 롤링 스톤과 로스앤젤레스 타임스는 "OMG"를 6월에 발매된 올해 최고의 노래 목록에 포함시켰다. 롤링 스톤은 이 곡을 "빛나고 성장한 마음을 가진 순수한 팝송"으로 평가했으며 로스앤젤레스 타임스는 이 곡이 NewJeans가 하이브 레이블의 "새로운 희망"임을 증명했다고 말했다. AP 기자 Maria Sherman은 이 곡을 2023년 최고의 노래 목록에 포함시켰다. "OMG"는 컨시퀀스의 2023년 최고의 노래 목록에서 26위를 차지했다.
"OMG"는 동영상 공유 플랫폼 틱톡에서 바이럴 성공을 거두며 많은 댄스 챌린지를 촉발했다. 이 곡은 빌보드 글로벌 200에서 10위를 기록했다. 대한민국에서 "OMG"는 써클 디지털 차트에서 2위를 기록했으며, 그룹의 "Ditto"에 이어 2023년 1월 두 번째로 좋은 성과를 거둔 곡이었다. 이 곡은 대한민국에서 올해 네 번째로 좋은 성과를 거둔 곡이었고, 한국음악콘텐츠협회 (KMCA)로부터 1억 스트리밍을 돌파하여 플래티넘 인증을 받았다. 일본에서 "OMG"는 재팬 핫 100 차트에서 7위를 기록했으며, 일본레코드협회 (RIAJ)로부터 1억 스트리밍을 돌파하여 플래티넘 인증을 받았다. 이 싱글은 싱가포르의 싱글 차트에서 1위를 차지했으며 빌보드의 대한민국, 대만, 베트남 히츠 오브 더 월드 차트에서 1위를 차지했다. 북미에서는 미국 빌보드 핫 100에서 74위, 캐나디안 핫 100에서 35위를 기록했으며, 스포티파이에서 그룹의 가장 많이 스트리밍된 곡이다.

## 수상 및 후보
| 주최                | 연도 | 부문                               | 결과 | Ref.   |
| ------------------- | ---- | ---------------------------------- | ---- | ------ |
| 빌보드 뮤직 어워드  | 2023 | 톱 글로벌 K-팝 송                  | 후보 | [ 39 ] |
| 더 팩트 뮤직 어워즈 | 2023 | 베스트 뮤직 – 봄                   | 후보 | [ 40 ] |
| 골드 디스크 어워드  | 2024 | 스트리밍 부문 올해의 노래 – 아시아 | 수상 | [ 41 ] |
| 서울가요대상        | 2023 | 베스트 송상                        | 수상 | [ 42 ] |

| 프로그램     | 날짜            | Ref.   |
| ------------ | --------------- | ------ |
| 엠카운트다운 | 2023년 1월 12일 | [ 43 ] |
| 인기가요     | 2023년 1월 15일 | [ 44 ] |
| 인기가요     | 2023년 3월 19일 | [ 45 ] |
| 인기가요     | 2023년 3월 26일 | [ 46 ] |
| 뮤직뱅크     | 2023년 1월 27일 | [ 47 ] |

## 홍보
"OMG"를 홍보하기 위해 NewJeans는 인기가요와 뮤직뱅크 두 대한민국 음악 프로그램에서 이 곡을 공연했다. 그룹은 2023년에 참여한 음악 페스티벌의 세트리스트에 이 곡을 포함시켰는데, 여기에는 대한민국에서 열린 위버스 콘 페스티벌, 미국에서 열린 롤라팔루자, 일본에서 열린 서머 소닉, 그리고 대한민국과 일본에서 열린 뮤직뱅크 글로벌 페스티벌이 있다. 또한 그들은 37회 골든 디스크 어워드, 2023 빌보드 뮤직 어워드, 2023 아시아 아티스트 어워즈를 포함한 시상식에서도 "OMG"를 공연했다.

## 뮤직 비디오
"OMG"의 6분짜리 뮤직 비디오는 싱글 앨범 발매와 함께 2023년 1월 2일 공개되었다. 돌피너스 필름의 신우석 감독이 연출하고 그룹의 크리에이티브 디렉터 민희진이 제작한 이 비디오는 박찬욱 감독의 로맨틱 코미디 영화 싸이보그지만 괜찮아 (2006)를 참고하여 정신 병원에 있는 그룹 멤버들을 묘사한다. 뮤직 비디오에는 사이코지만 괜찮아로 알려진 배우 김주헌이 카메오로 등장한다. 이 비디오는 NewJeans 멤버들을 정신병원 환자로 묘사하며 망상을 가지고 있다. 하니는 애플의 가상 비서인 Siri라고 자신을 소개하는 것으로 시작한다. 다음으로 다니엘이 자신들이 인기 있는 K-팝 아이돌 그룹 NewJeans라고 주장한다. 다른 멤버들은 자신을 의사, 신데렐라, 백설 공주, 성냥팔이 소녀, 고양이라고 생각한다. 김은 처음에는 의사로 등장하지만 나중에는 자신도 환자처럼 보인다. 비디오 내내 각 멤버의 망상이 드러나는데, 제4의 벽을 깨고 자신들이 K-팝 가수라는 것을 유일하게 알고 있는 다니엘이 등장한다. 각 멤버의 스토리는 그들이 어떻게 병원에 입원하게 되었는지를 반영하며, 공유된 유니폼과 테마를 통해 "Ditto"와 시각적으로 연결되어 두 비디오 사이에 연속적인 내러티브를 시사한다. 이 뮤직 비디오는 토끼로 알려진 팬들에게 시각적 스토리텔링을 해석하고 "Ditto"의 이야기와 연결하도록 권장한다.

## 참여 스태프
크레딧은 OMG의 라이너 노트에서 발췌했다.
장소
- 녹음, 엔지니어링, 편집: 하이브 스튜디오

크레딧 및 스태프
- NewJeans – 보컬, 백그라운드 보컬
  - 하니 (NewJeans) – 작사
- 박진수 – 작곡, 악기, 프로그래밍
- Ylva Dimberg – 작곡, 작사, 백그라운드 보컬
- 데이비드 다우드 – 작곡
- Gigi – 작사
- 민희진 – 보컬 디렉팅
- 장정우 – 보컬 디렉팅
- 최혜진 – 보컬 편집
- Emily Kim – 백그라운드 보컬
- 김수정 – 녹음 엔지니어
- Phil Tan – 믹싱 엔지니어
- Bill Zimmerman – 추가 엔지니어링

## 차트
| 차트 (2023)                         | 최고 순위 |
| ----------------------------------- | --------- |
| 아르헨티나 (아르헨티나 핫 100)      | 76        |
| 오스트레일리아 (ARIA)               | 43        |
| 캐나다 (캐나디안 핫 100)            | 35        |
| 빌보드 글로벌 200 (《빌보드》)      | 10        |
| 홍콩 (빌보드)                       | 6         |
| 인도네시아 (빌보드)                 | 3         |
| 일본 (재팬 핫 100)                  | 7         |
| 일본 디지털 싱글 (오리콘)           | 37        |
| 일본 스트리밍 (오리콘)              | 7         |
| 말레이시아 (빌보드)                 | 4         |
| 말레이시아 국제 (RIM)               | 4         |
| 뉴질랜드 (레코드 뮤직 NZ)           | 31        |
| 필리핀 (빌보드)                     | 3         |
| 포르투갈 (AFP)                      | 195       |
| 싱가포르 (RIAS)                     | 1         |
| 대한민국 (빌보드)                   | 1         |
| 대한민국 (써클)                     | 2         |
| 대만 (빌보드)                       | 1         |
| 영국 인디 (오피셜 차트 컴퍼니)      | 39        |
| 미국 빌보드 핫 100                  | 74        |
| 미국 월드 디지털 송 세일즈 (빌보드) | 3         |
| 베트남 (베트남 핫 100)              | 1         |

| 차트 (2023)     | 최고 순위 |
| --------------- | --------- |
| 대한민국 (써클) | 2         |

| 차트 (2023)         | 순위 |
| ------------------- | ---- |
| 글로벌 200 (빌보드) | 41   |
| 일본 (재팬 핫 100)  | 31   |
| 대한민국 (써클)     | 4    |

| 차트 (2024)        | 순위 |
| ------------------ | ---- |
| 일본 (재팬 핫 100) | 77   |
| 대한민국 (써클)    | 59   |

## 인증
| 국가                                                             | 인증        | 판매량/출하량 |
| ---------------------------------------------------------------- | ----------- | ------------- |
| 뉴질랜드 (RMNZ)                                                  | 골드        | 15,000        |
| 스트리밍                                                         |             |               |
| 일본 (RIAJ)                                                      | 2× 플래티넘 | 200,000,000   |
| 대한민국 (KMCA)                                                  | 플래티넘    | 100,000,000   |
| 판매량+스트리밍을 기반으로 한 인증 · 스트리밍을 기반으로 한 인증 |             |               |

## 발매 역사
| 지역 | 날짜           | 형식                     | 레이블        | Ref.  |
| ---- | -------------- | ------------------------ | ------------- | ----- |
| 다양 | 2023년 1월 2일 | 디지털 다운로드 스트리밍 | ADOR YG플러스 | [ 7 ] |